# エイジア
エイジア（Asia）は、イングランド出身のプログレッシブ・ロック・バンド。プログレッシブ・ロックの分野などから多くのアーティスト達が参加してきた「スーパーグループ」の一面を持ち、その活動は35年以上に及ぶ。

## 概要

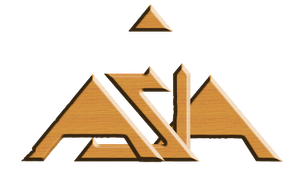
バンドのロゴ

1982年デビュー。メンバー全員が、既に世界的なキャリア/知名度を得ていたミュージシャンであったため、デビューの時点からスーパーグループとして注目された。「プログレッシブ・ロックのエッセンスをポップスとして鏤めた3分半の楽曲」というスタイルに沿ったファースト・アルバム『詠時感〜時へのロマン』は数か月後には全米No.1を9週キープ、全世界で1500万枚のセールスを達成して、このスタイルを確立させた。同アルバムからシングルカットされた「Heat Of the Moment」は全米ロックチャート1位、全米ポップチャートでも4位となり、商業的にも成功を収めている。
アルバム・デビューの時点のメンバーは、ジョン・ウェットン（ボーカル、ベース／元キング・クリムゾン、U.K.）、スティーヴ・ハウ（ギター、ボーカル／元イエス）、カール・パーマー（ドラム／元エマーソン・レイク・アンド・パーマー）、ジェフ・ダウンズ（キーボード／元バグルス、イエス）。幾多のメンバー・チェンジを繰り返したが、2007年にはオリジナル・メンバー4人での「初来日コンサート」が実現し、続く2008年にも来日を果たしている。
- オリジナル・ラインナップ (2006年 USA.ノーウォーク公演のショット)

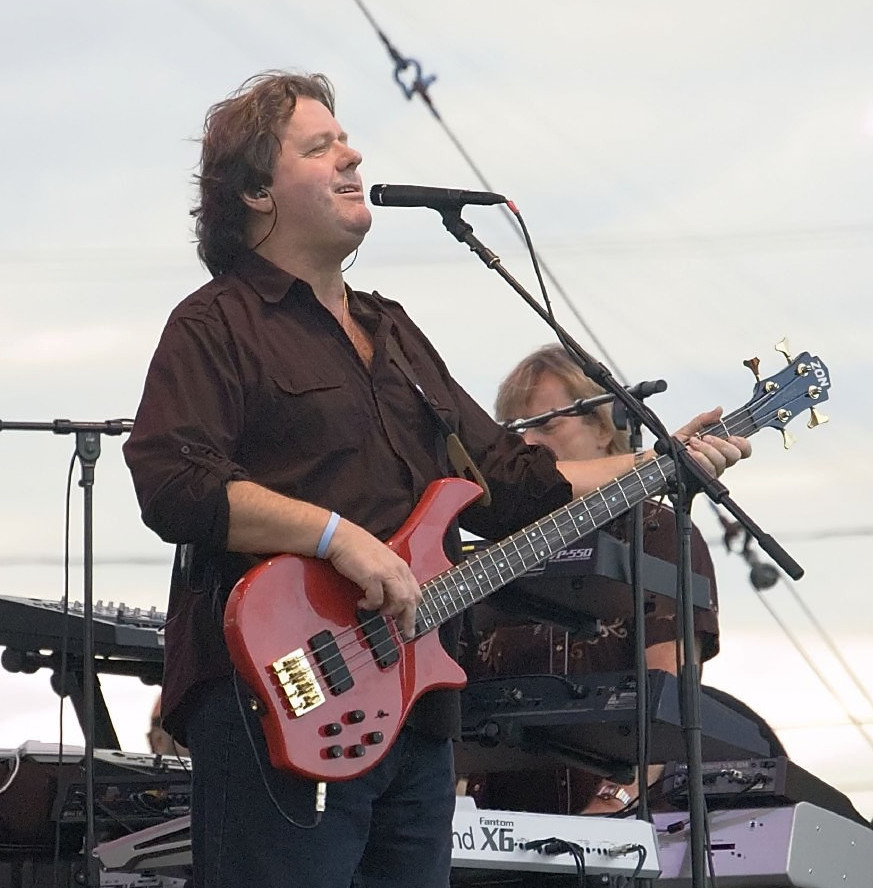
ジョン・ウェットン（Vo/B）
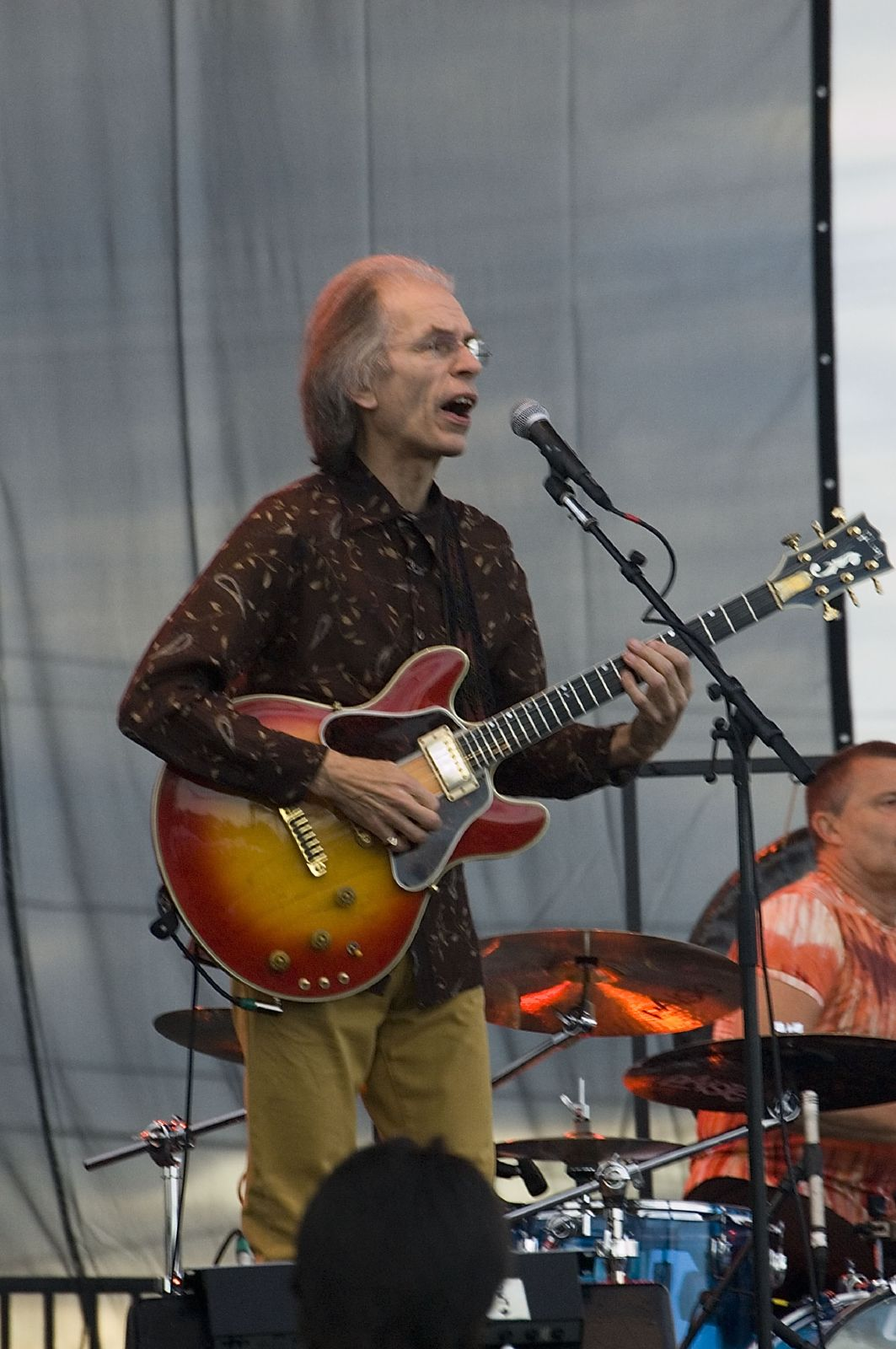
スティーヴ・ハウ（G）
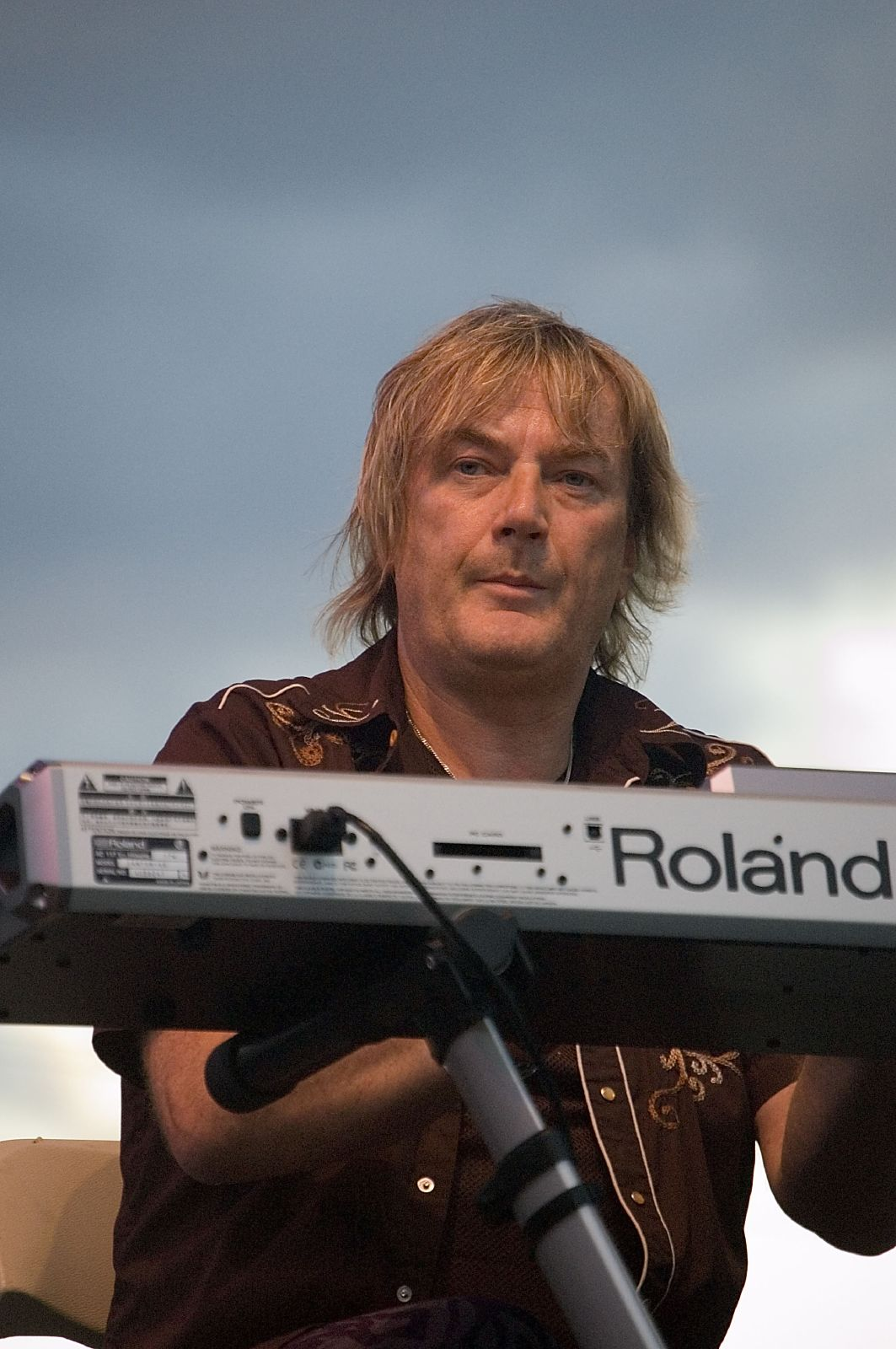
ジェフ・ダウンズ（Key）
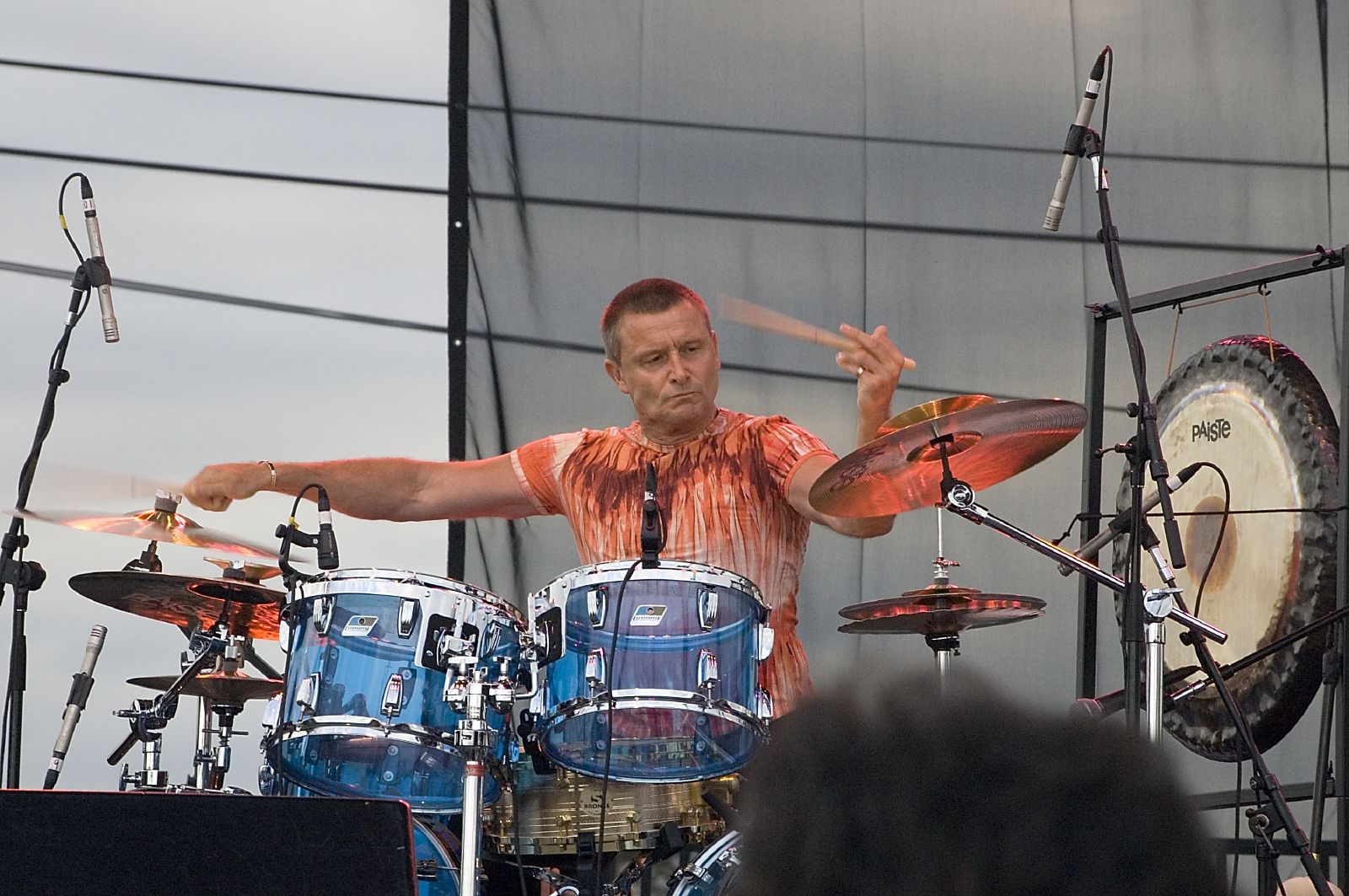
カール・パーマー（Ds）

## 来歴

### スーパーグループ誕生（1981年 - 1983年）
1970年代末から1980年代初頭、数々のプログレッシブ・ロック・バンドの解散と、若く才能あふれるミュージシャンの台頭が契機となり、エイジア結成のプランは流動的に動き始めた。
1980年、イエスからトレヴァー・ホーン、クリス・スクワイア、アラン・ホワイトが脱退し、残されたハウとダウンズは解散を決定。マネージャーだったブライアン・レーンはウェットンをハウに引き合わせて新しいバンドの結成を企画した。ウェットンとハウは一緒に曲作りをして、デビュー・アルバムの約半分を書き上げた。当初はサイモン・フィリップスがドラマーを務めたが、その後パーマーに交代、キーボーディストにはキース・エマーソンの加入も企画されたが、結局はハウの紹介によりダウンズが加入。ここにオリジナル・メンバーが揃い、アルバム制作の頃までにウェットンとダウンズという曲作りのチームが出来上がった。バンド名はレーンが提案したエイジア（Asia）に決定。イエス解散後に彼がマネージメントするバンドとして、ロジャー・ディーンのアートワークとバンド名のロゴも採用された。1982年3月8日、ディーンのイラストをジャケットに使ったファースト・アルバム『詠時感〜時へのロマン』とシングル「Heat of the Moment」が発表され、上記の商業的な成功を収めた。
翌1983年にはセカンド・アルバム『アルファ』を発表。全曲がウェットンとダウンズの作曲チームの楽曲で、シングル「Don't Cry」が全米ポップチャート10位、全米ロックチャート1位となりアルバムも全米6位となる。しかし記録的ヒットを収めた前作の1/5ほどの売上に留まり、ツアーの観客動員数も減ってしまった。バンド内で軋轢が始まり、1983年の初来日ツアー前に、ウェットンはアルコール中毒になっていたという理由で解雇された。

### レイクへの交代（1983年）
ウェットンの後任には、元キング・クリムゾン、元エマーソン・レイク・アンド・パーマー（ELP）でボーカリスト兼ベーシストのグレッグ・レイクがパーマーとの縁で招集された。これによってメンバーは元ELPが2人、元イエスが2人になった。三重県志摩市のヤマハの合歓の郷で1か月に渡るリハーサルが行なわれた。
1983年12月6日から、日本公演を皮切りにワールド・ツアーが開始された。日本では4公演が開催され、同年12月7日の日本武道館での東京公演の模様をアメリカに衛星生中継するというMTVの企画『ASIA in ASIA』が行われた。この公演はアメリカの放送時間に合わせて日本では平日の昼間に行われ、演奏時間も短かったため入場料は安く設定された。テレビ神奈川（tvk）でも、同日14:00-14:54に特別番組「武道館から初の衛星生中継！ASIA in ASIA 独占生中継」として一部が同時生中継された。レイクは歌詞を完全には覚えられなかったので、テレプロンプターのモニターに表示される歌詞を見ながら歌った。彼の声域はウェットンのそれより低いため、楽曲のキーを半音下げるなど苦労し、結果的にぎくしゃくとした演奏になってしまったが、公演は無事に終了した。MTVの番組『ASIA in ASIA』は後に『エイジア・イン・エイジア／ライブ・イン・武道館』としてビデオ化され、ビデオテープ、レーザーディスクで市販された。

### ウェットンの復帰と解散（1984年 - 1985年）
1984年にはウェットンが復帰した。しかし彼とハウとの仲はうまくいかず、サード・アルバムのリハーサル中にハウが脱退。10か月以上の月日を後任のギタリストのオーディションを費やした後、ウェットン主導の人事でマンディ・メイヤーを迎えた。彼等は25曲録音して10曲を厳選し、1985年にサード・アルバム『アストラ』を発表した。このアルバムは日本ではオリコン15位を記録するが、全米では67位、シングル「Go」は全米ロックチャート7位、全米ポップチャート46位にとどまり、前作までの巨大な成功とは程遠いものとなった。ウェットンは「なぜ急に売れなくなったのかわからない、あれだけの作品で売れなければ今後何を作ればいいんだ」と語り、失意の元、レーンから解雇された。さらにバンドの活動は凍結され、事実上の解散状態に陥った。

### 再始動〜ダウンズの主導期（1989年 - 2004年）

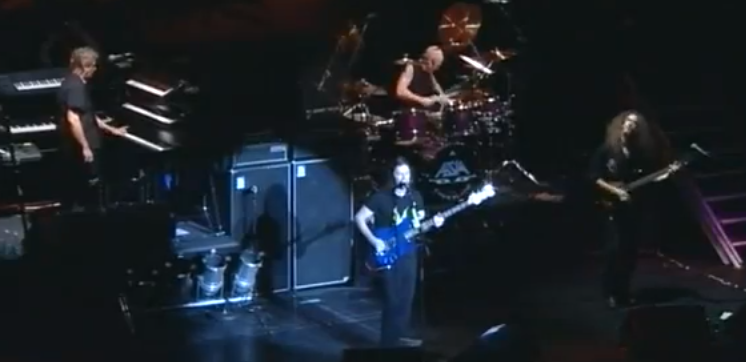
2001年のライブ

1989年、ゲフィン・レコードのA&Rであったジョン・カロドナーが再結成を提案したが、当時ABWHに参加していたハウは参加できず、ウェットン、ダウンズ、パーマーの3人でA面5曲が過去のヒット曲、B面4曲が未発表曲という変則アルバム『ゼン・アンド・ナウ』を発表した。ギター・パートはスティーヴ・ルカサー（TOTO）やスコット・ゴーハム（元シン・リジィ）らが演奏した。またドラム・パートにも、後日ジョン・ペイン、ジェフ・ダウンズ主導のエイジアに参加するマイケル・スタージスが演奏したものがある。ツアーのギタリストにはゲイリー・ムーア、グレン・ヒューズの推薦を得たパット・スロールを迎えた。日本公演は成功に終わり、モスクワ公演からはライブ・アルバム『ライヴ・モスクワ09-X1-90』が発表された。しかしアメリカ・ツアーの日程が組めなかったことから、ウェットンは自分達にはもはや懐メロバンドとしての需要しかないと感じて、南米ツアーの後に脱退した。同時期にスロールも脱退した。
ダウンズはジョン・ペインを加入させて活動を続けたが、もはやエイジアの活動というよりもダウンズのソロ・プロジェクトの色彩が強まって行った。ダウンズとペイン以外はゲスト・アーティストが多くなり、ツアーのメンバーの顔ぶれは非常に流動的になった。ハウはアルバム『アクア』には参加したが、その後のツアーにはゲストとして参加するに留まり、再びエイジアから離れてイエスに戻った。ペインとダウンズの双頭体制の下で制作されたアルバム『サイレント・ネイション』（2004年）では、それまでジャケットのアートワークを手がけていたディーンを起用せず、最初と最後のアルファベットがAである単語をアルバムのタイトルにする方式を放棄した。

### オリジナル・ラインナップでの再結成〜ウェットンの死去（2005年 - 2017年）
2000年代中ごろ、ウェットンとダウンズが偶然再会して共作アルバムのレコーディングをはじめ、2005年4月には"ウェットン／ダウンズ（Wetton/Downes）"名義でアルバム『アイコン（iCon）』を発表。このころから二人を中心にウェットン、ダウンズ、ハウ、パーマーのオリジナル・メンバーによる再結成に向けた話し合いが行われ、2006年4月にはダウンズがペインらとのパートナーシップを解消する旨を発表。同時にオリジナル・ラインナップでのアルバム制作とコンサート・ツアーを実施する方向であることも正式に発表された。なおウェットン／ダウンズは以後も2枚のスタジオアルバムを制作している。
一方、ペイン体制下で制作が予定されていたニュー・アルバム『ARCHITECT OF TIME』は中止になり、その楽曲は最終的に離脱したペインらが主導した別プロジェクトに使用された。(#エイジア・フィーチャリング・ジョン・ペインも参照)

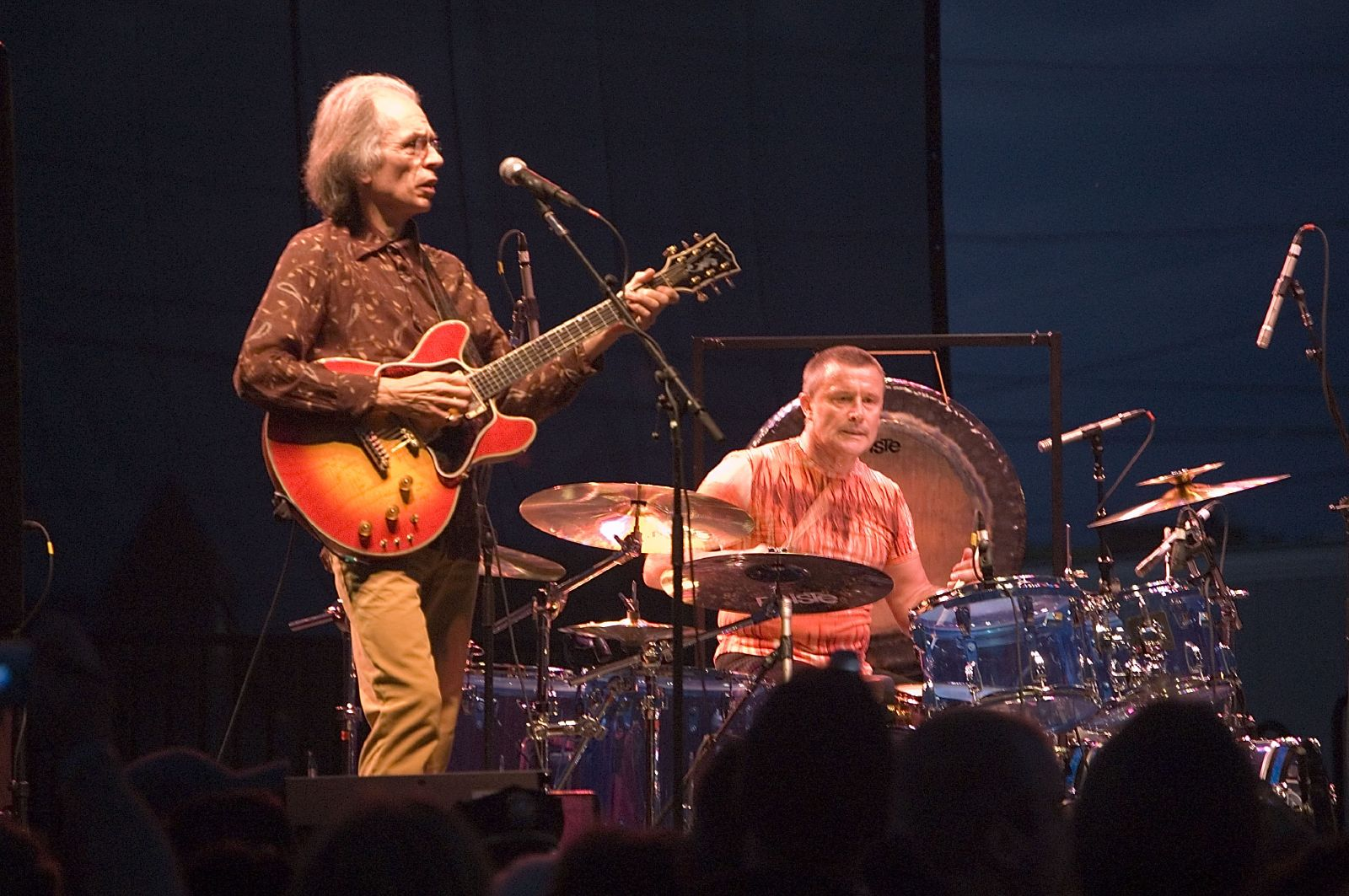
スティーヴ・ハウ（左）とカール・パーマー（2006年9月10日）

ウェットン／ダウンズはその後も2006年にライブ・アルバム『アイコン・ライブ（iCon Live~Never In A million years）』、『ルビコン（iConII）』（2006年10月）をリリースした。2人はスティーヴ・クリスティ、ジョン・ミッチェルを加えたアイコン・バンドでのツアーと前述の再結成エイジアでのツアーを平行して行っており、アイコン・バンドが先に来日を果たしたが、再結成エイジアも2006年中に全英及び全米ツアーを終え、翌年3月にはオリジナル・メンバーでは初の日本公演を果たしている。2008年4月にオリジナル・メンバーによるスタジオ・アルバム『フェニックス』を発表。ジャケットのアートワークは再びディーンが担当した。2010年には同じ顔ぶれで『オメガ』を発表した。同時期に、ハウの参加しているイエスとジョイント・ツアーを行い、ハウが第一部のエイジアと第二部のイエスのどちらでも演奏した。
2010年7月にはロンドンで行われたイベント「ハイ・ヴォルテージ・フェスティヴァル」に出演。
2011年、バグルスのマテリアルでもある当時の新作『フライ・フロム・ヒア』を収録していたイエスは、キーボードを担当していたオリヴァー・ウェイクマンを解雇して、ダウンズを参加させた。その後のイエスのツアーと次回作にダウンズが参加し、エイジアとイエスの双方に籍を置くこととなる。
2012年には結成30周年記念アルバム『XXX〜ロマンへの回帰』をリリース。同年9月には30周年記念ジャパンツアーが開催された。
2013年1月、再度のハウの脱退、後任にサム・クールソンが参加することが発表され、メンバー・チェンジ後の初ライブが同年6月5日にイギリスのミルトン・キーンズに行なわれた。この編成にて録音されたアルバム『グラヴィタス〜荘厳なる刻（そうごんなるとき）』  が2014年3月にリリースされている。
2016年12月、レイク死去。
2017年1月、ウェットン死去。オリジナル・メンバーの再結集は不可能になった。

### 現在（2017年以降）
ビリー・シャーウッドがウェットンの代役を務め、2017年3月から6月までジャーニーと、7月からはフォリナーとツアーを行った。ハウが復帰してのウェットン追悼公演が企画されて日程も決まったが、その後キャンセルされた。
2019年4月、イエスの「ザ・ロイヤル・アフェアー・ツアー」が発表され、同年6月と7月に行なわれるツアーにはエイジア他が参加することが明らかになった。メンバーはダウンズ、パーマー、シャーウッド、新メンバーのロン・“バンブルフット”・サール（ボーカル、ギター）。ハウがゲスト参加する。
2024年4月、ジェフ・ダウンズ（キーボード）、ハリー・ウィットリー（ボーカル、ベース）、ジョン・ミッチェル（ギター、イット・バイツ）、ヴァージル・ドナティ（ドラムス、プラネットX）による新ラインナップで新生エイジアとして再始動し、7月から北米ツアー『The Heat Of The Moment Tour』を行うことを発表した。2025年4月15～19日にこのメンバーで来日し、大阪で4公演、東京で4公演を行った。

## メンバー（エイジア）

### オリジナル・メンバー
- ジョン・ウェットン（John Wetton） - ボーカル、ベース（キング・クリムゾン、U.K.）
- ジェフ・ダウンズ（Geoffrey Downes） - キーボード（バグルス、イエス）
- スティーヴ・ハウ（Steve Howe） - ギター、ボーカル（イエス）
- カール・パーマー（Carl Palmer） - ドラムス（エマーソン・レイク・アンド・パーマー）

### 現メンバー（2024年4月時点）
- ジェフ・ダウンズ（Geoffrey Downes） - キーボード（1981年 - 1986年、1990年 - ）
- ハリー・ウィットリー（Harry Whitley） - ボーカル、ベース（2023年、2024年 - ）
- ジョン・ミッチェル（John Mitchell） - ギター、ボーカル（2023年、2024年 - ）
- ヴァージル・ドナティ（Virgil Donati） - ドラムス（2024年 - ）

### 旧メンバー （オリジナル・メンバーを含む）
- ジョン・ウェットン（John Wetton） - ボーカル、ベース（1981年 - 1983年、1984年 - 1986年、1989年 - 1991年、2006年 - 2017年）※2017年死去
- スティーヴ・ハウ（Steve Howe） - ギター、ボーカル（1981年 - 1984年、1992年 - 1993年、2006年 - 2013年）
- カール・パーマー（Carl Palmer） - ドラムス（1981年 - 1986年、1989年 - 1992年、2006年 - 2022年）
- グレッグ・レイク（Greg Lake） - ボーカル、ベース（1983年 - 1984年）※2016年死去
- マンディ・メイヤー（Mandy Meyer） - ギター（1984年 - 1986年）
- ジョン・ヤング（John Young） - キーボード（1989年）
- ゾー・ニコラス（Zoe Nicholas） - 女声コーラス（1989年）
- スージー・ウェッブ（Susie Webb） - 女声コーラス（1989年）
- アラン・ダービー（Alan Darby） - ギター（1989年）
- ホルガー・ラリッシュ（Holger Larish） - ギター（1989年）
- パット・スロール（Pat Thrall） - ギター（1990年 - 1991年）
- ジョン・ペイン（John Payne） - ボーカル、ベース、リズムギター（1991年 - 2006年）[10]
- アル・ピトレリ（Al Pitrelli） - ギター（1991年 - 1992年、1993年 - 1994年）
- トレヴァー・ソーントン（Trevor Thornton） - ドラムス（1992年 - 1994年）
- ヴィニー・バーンズ（Vinny Burns） - ギター（1992年 - 1993年）
- キース・ムーア（Keith More） - ギター（1993年）
- アジス・イブラヒム（Aziz Ibrahim） - ギター（1994年 - 1998年）
- マイケル・スターギス（スタージス）（Michael Sturgis） - ドラムス（1994年 - 1997年、1998年 - 1999年）
- エリオット・ランドール（Elliot Randall） - ギター（1996年）
- ボブ・リチャーズ（Bob Richards） - ドラムス（1997年）
- イアン・クライトン（Ian Crichton） - ギター（1998年 - 1999年）
- クリス・スレイド（Chris Slade） - ドラムス（1999年、2000年 - 2005年）
- ガスリー・ゴーヴァン（Guthrie Govan） - ギター（2000年 - 2006年）
- ジェイ・シェレン（Jay Schellen） - ドラムス（2005年 - 2006年）
- サム・クールソン（Sam Coulson） - ギター（2013年 - 2018年）
- ロン・“バンブルフット”・サール（Ron "Bumblefoot" Thal） - ボーカル、ギター（2019年 - 2021年）
- ビリー・シャーウッド（Billy Sherwood） - ボーカル、ベース（2017年 - 2023年）

### ゲスト
- ダン・ハフ（Dan Huff） - ギター：1987年ウェットンがエイジア名義で参加した映画『オーバー・ザ・トップ』のサウンドトラック収録曲「Gypsy Soul」に参加。アメリカのメロディアス・ハードロックバンドGIANTの中心メンバー。
- ジョルジオ・モロダー（Giorgio Moroder） - キーボード/プログラミング ：ダン・ハフとともに"Gypsy Soul"に参加。『フラッシュダンス』、『トップガン』などの映画音楽でも知られる。
- ロン・コミー（Ron Komie） - ギター：1990年『ゼン・アンド・ナウ』中「Prayin' 4 A Miracle」に参加。ウェットンのソロ作『Welcome to Heaven』（2000年）中の楽曲"Second Best"にも参加している。ソロ名義でも活動しているほか、アメリカの人気テレビドラマシリーズ『ガイディング・ライト』の劇伴では2004年と2005年にエミー賞の"Outstanding Music Composition For A Drama Series"にノミネート、2007年と2008年に同賞を連続受賞している。
- スコット・ゴーハム（Scot Goham） - ギター：『ゼン・アンド・ナウ』中「Summer (Can't Last Too Long)」に参加。元シン・リジィ。
- スティーヴ・ルカサー（Steve Lukather） - ギター：『ゼン・アンド・ナウ』中「Days Like These」に参加、TOTOの中心メンバー。
- ガイ・ローシェ（Guy Roche） - キーボード/プログラミング ：『ゼン・アンド・ナウ』中「Days Like These」と「Prayin' 4 A Miracle」の一部でシンセサイザーで参加。両曲のほかの部分はウェットンがハモンドオルガンとシンセサイザーを演奏。
- サイモン・フィリップス（Simon Phillips） - ドラム：4th『アクア』にサポートドラマーとして参加（スタジオミュージシャン/セッションプレイヤー。後にTOTOへ加入）。
- アンソニー・グリン（Anthony Glynne） - ギター：『アクア』にサポートギタリストとして参加。
- 布袋寅泰 - ギター：1996年『アリーナ』に参加。
- ナイジェル・グロックラー（Nigel Glockler） - ドラムス：1991年『アクア』用に録音されたが採用されず、未発表音源集『Archiva Vol. 1』で発表された「Heart Of Gold」に参加。元サクソン、1987年にはGTRにも参加。2005年サクソンに復帰。
- トニー・レヴィン（Tony Levin） - ベース：2001年『オーラ』にゲストとして参加。キング・クリムゾンなどで知られるプログレの大御所の一人。
- ヴィニー・カリウタ（Vinny Colaiuta） - ドラムス：『オーラ』にゲストとして参加。バークリー音楽院出身でフランク・ザッパのバンドからキャリアをスタートさせたベテラン。チック・コリアやハービー・ハンコック、メガデスなどのアルバム、ツアーにも参加するなど、ジャズ/フュージョンからロックのフィールドまで幅広く活躍している。
- ルイス・ジャーディム（Luis Jardim） - パーカッション
- フィル・マンザネラ（Phil Manzanera） - ギター：一時期、ウェットン、パーマーによるエイジア名義のライヴに参加。"ウェットン／マンザネラ（Wetton/Manzanera）"名義でアルバムも発表している。ロキシー・ミュージック。
- ドン・エイリー（Don Airey） - キーボード：一時期、ウェットン、パーマーによるエイジア名義のライヴに参加。元・コロシアムII、現・ディープ・パープル。
- ロビン・ジョージ（Robin George） - ギター/ボーカル：一時期、ウェットン、パーマーによるエイジア名義のライヴに参加。マグナムのツアーや、シン・リジィのフィル・ライノットとのセッションの経験がある。また数枚のソロ・アルバムを発表している。

### メンバーの変遷
| 年          | ボーカル・ベース     | ギター                                    | キーボード                      | ドラムス             |            |
| ----------- | -------------------- | ----------------------------------------- | ------------------------------- | -------------------- | ---------- |
| 1981 - 1983 | ジョン・ウェットン   | スティーヴ・ハウ                          | ジェフ・ダウンズ                | カール・パーマー     |            |
| 1983 - 1984 | グレッグ・レイク     | スティーヴ・ハウ                          | ジェフ・ダウンズ                | カール・パーマー     |            |
| 1984        | ジョン・ウェットン   | スティーヴ・ハウ                          | ジェフ・ダウンズ                | カール・パーマー     |            |
| 1984 - 1985 | ジョン・ウェットン   | マンディ・メイヤー                        | ジェフ・ダウンズ                | カール・パーマー     |            |
| 1985 - 1989 | 活動停止中           | 活動停止中                                | 活動停止中                      | 活動停止中           | 活動停止中 |
| 1989        | ジョン・ウェットン   | パット・スロール                          | ジェフ・ダウンズ ジョン・ヤング | カール・パーマー     |            |
| 1989 - 1992 | ジョン・ペイン       |                                           | ジェフ・ダウンズ                |                      |            |
| 1992 - 1994 | ジョン・ペイン       | アル・ピトレリ                            | ジェフ・ダウンズ                |                      |            |
| 1994 - 1996 | ジョン・ペイン       | アジス・イブラヒム エリオット・ランドール | ジェフ・ダウンズ                |                      |            |
| 1996 - 2004 | ジョン・ペイン       |                                           | ジェフ・ダウンズ                |                      |            |
| 2004 - 2005 | ジョン・ペイン       | ガスリー・ゴーヴァン                      | ジェフ・ダウンズ                | クリス・スレイド     |            |
| 2005 - 2006 | ジョン・ペイン       | ガスリー・ゴーヴァン                      | ジェフ・ダウンズ                | ジェイ・シェレン     |            |
| 2006 - 2012 | ジョン・ウェットン   | スティーヴ・ハウ                          | ジェフ・ダウンズ                | カール・パーマー     |            |
| 2013 - 2017 | ジョン・ウェットン   | サム・クールソン                          | ジェフ・ダウンズ                | カール・パーマー     |            |
| 2017 - 2018 | ビリー・シャーウッド | サム・クールソン                          | ジェフ・ダウンズ                | カール・パーマー     |            |
| 2019 - 2023 | ビリー・シャーウッド | ロン・サール                              | ジェフ・ダウンズ                | カール・パーマー     |            |
| 2024 -      | ハリー・ウィットリー | ジョン・ミッチェル                        | ジェフ・ダウンズ                | ヴァージル・ドナティ |            |

## ディスコグラフィ

### スタジオ・アルバム
- 『詠時感〜時へのロマン』 - Asia（1982年）
- 『アルファ』 - Alpha（1983年）
- 『アストラ』 - Astra（1985年）
- 『アクア』 - Aqua（1992年）
- 『天空のアリア』 - Aria（1994年）
- 『アリーナ』 - Arena（1996年）
- 『オーラ』 - Aura（2001年）
- Armada 1（2002年）※ファン・クラブ向け限定盤
- 『サイレント・ネイション』 - Silent Nation（2004年）
- 『フェニックス』 - Phoenix（2008年）
- 『オメガ』 - Omega（2010年）
- 『XXX〜ロマンへの回帰』 - XXX（2012年）
- 『グラヴィタス〜荘厳なる刻』 - Gravitas（2014年）

### ライブ・アルバム
- 『ライヴ・モスクワ09-X1-90』 - Live in Moscow（1991年）
- 『ライヴ・イン・ノッティンガム1990』 - Now - Live in Nottingham（1997年）
- Live in Philadelphia（1997年）
- 『ライヴ・イン・ジャパン92』 - Live in Osaka（1997年）
- Live in Koln（1997年）
- 『ライヴ・アット・ザ・タウン・カントリー・クラブ』 - Live at the Town & Country Club（1999年）
- 『ライヴ・アコ-スティック』 - Live Acoustic（1999年）
- Alive in Hallowed Halls（2001年）
- Asia / Boston: Winning Combination（2001年）
- Asia Enso Kai (Live in Tokyo)（2001年）
- Alive in Hallowed Halls（2001年）
- America: Live in the USA（2002年）
- Quadra（2002年）
- 『武道館’83』 - Live at Budokan（2002年）
- Bedrock in Concert（2002年）
- 『ドラゴン・アタック』 - Dragon Attack（2003年）
- 『ライヴ・イン・バッファロー 1982・05・03』 - Live in Buffalo（2003年）
- 『ライヴ・イン・マサチューセッツ 1983・08・19』 - Live in Massachusetts '83（2004年）
- 『ライヴ・イン・ヒョウゴ 1990・09・24』 - Live in Hyogo（2004年）
- Different Worlds Live（2005年）
- Extended Versions（2007年）
- 『ファンタジア〜ライヴ・イン・トーキョー』 - Fantasia: Live in Tokyo（2007年）
- Asia - Live Around the World（2010年）
- 『スピリット・オブ・ザ・ナイト~ザ・フェニックス・ツアー・ライヴ・イン・ケンブリッジ2009』 - Spirit of the Night - Live in Cambridge 09（2010年）
- Live at the London Forum (The Omega Tour)（2011年）
- 『レゾナンス-オメガ・ツアー~ライヴ・イン・バーゼル 2010』 - Resonance - The Omega Tour 2010（2012年）
- 『ハイ・ヴォルテージ・ライヴ 2010』 - High Voltage - Live（2014年）
- 『エイジア・ライヴ・イン・サンフランシスコ 2012』 - Axis XXX Live in San Francisco MMXII（2015年）
- Live in America（2015年）
- 『シンフォニア~ライヴ・イン・ブルガリア2013』 - Symfonia - Live in Bulgaria 2013（2017年）

### コンピレーション・アルバム
- 『オーロラ』 - Aurora（1986年）※4曲入り、日本盤のみ
- 『ゼン・アンド・ナウ』 - Then & Now（1990年）
- Archiva Vol. 1（1996年）
- Archiva Vol. 2（1996年）
- Archives: Best of 1988–1997（1997年）
- 『ザ・ベスト・オブ・エイジア～アンソロジー1982－1997～』 - Anthology - The Best of Asia 1982-1997（1997年）
- 『アクシアムス~ヒストリー・オブ・エイジア』 - Axioms（1999年）
- The Very Best of Asia: Heat of the Moment (1982–1990)（2000年）
- The Collection（2000年）
- The Best of Asia Live（2000?年）
- 『アンソロジア』 - Anthologia – The 20th Anniversary – Geffen Years Collection (1982–1990)（2002年）
- Classic Asia - Universal Masters Collection（2002年）
- 20th Century Masters - The Millennium Collection: The Best of Asia（2003年）
- History of Asia（2004年）
- 『エイジア・ゴールド』 - Gold（2005年）
- Definitive Collection（2006年）

### シングル
※日本盤シングルのみ
- 「ヒート・オブ・ザ・モーメント」 - "Heat of the Moment"（1982年）
- 「時へのロマン」 - "Only Time Will Tell"（1982年）
- 「ドント・クライ」 - "Don't Cry"（1983年）
- 「いつわりの微笑み」 - "The Smile Has Left Your Eyes"（1983年）
- 「ザ・ヒート・ゴーズ・オン」 - "The Heat Goes On"（1983年）
- 「ゴー」 - "Go"（1985年）

### ボックスセット
- 『Official Live Bootlegs volume 1』（2021年） - 米・ニューヨーク州バッファロー公演（1982年5月）、米・マサチューセッツ州ウースター公演（1983年8月）、ブラジル・サンパウロ公演（2007年）、東京公演（2008年）、英・ロンドン公演（2010年）の模様をそれぞれ2枚のCDに収めた全CD10枚組のボックスセット[11]。

### 映像作品
DVD
- 『ライヴ・イン・モスクワ1990』 - Live in Moscow 1990
- 『アンドロメダ〜エイジア・ライヴ1990』 - Andromeda
- 『ファンタジア〜ライヴ・イン・トーキョー』 - Fantasia: Live in Tokyo（2007年）※3/8新宿公演

VHS／LD
- 『ライブ・イン・武道館／エイジア・イン・エイジア』 - ASIA IN ASIA
1983年12月7日の日本武道館での東京公演が、アメリカのMTVによって衛星生中継された時のライブ映像（時差の関係でアメリカでは同年12月6日放送）。VHSビデオ・テープ及びレーザーディスクで発売された。解雇されたウェットンに代ってレイクがベースとボーカルを担当している。

## 日本公演
- 1983年　ASIA in ASIA
  - 12月6日 - 8日 日本武道館
  - 12月9日 大阪城ホール

- 1990年
  - 9月24日 アルカイックホール（尼崎）
  - 9月25日 ゆうぽうと簡易保険ホール
  - 9月26日 神奈川県民ホール
  - 9月28日、29日、10月1日、2日 中野サンプラザ

- 1992年
  - 6月5日、6日 NHKホール（スティーヴ・ハウがゲスト参加）

- 1994年
  - 6月15日 名古屋市公会堂
  - 6月17日 東京厚生年金会館
  - 6月19日 ゆうぽうと簡易保険ホール
  - 6月21日 フェスティバルホール

- 2007年　The All Four Original Members of ASIA Japan Tour
  - 3月4日 愛知県勤労会館
  - 3月5日 大阪厚生年金会館　大ホール
  - 3月7日、8日 東京厚生年金会館　大ホール
  - 3月9日 - 11日 渋谷C.C.Lemonホール

- 2008年　The All Four Original Members of ASIA Japan Tour
  - 5月8日 福岡市民会館
  - 5月9日 大阪厚生年金会館　大ホール
  - 5月11日 中京大学文化市民会館　オーロラホール
  - 5月12日 東京国際フォーラム　ホールA
  - 5月13日 渋谷C.C.Lemonホール

- 2010年　The All Four Original Members of ASIA The Omega Tour
  - 5月13日、14日 渋谷C.C.Lemonホール
  - 5月15日 神奈川県民ホール
  - 5月17日 大阪国際会議場
  - 5月18日 名古屋市公会堂

- 2012年　The All Four Original Members of ASIA xxx Tour（30th Anniversary Japanese Tour）
  - 9月24日、25日 渋谷公会堂（命名権契約満了に伴い2011年より渋谷C.C.Lemonホールから元の名前に戻る）
  - 9月26日 サンケイホールブリーゼ
  - 9月27日 Zepp Nagoya

- 2014年　ASIA Live in Japan 2014 
  - 6月17日 Zepp Nagoya
  - 6月18日 サンケイホールブリーゼ
  - 6月19日、20日 渋谷公会堂

## エイジア・フィーチャリング・ジョン・ペイン
エイジア・フィーチャリング・ジョン・ペイン（Asia Featuring John Payne）は、アメリカ合衆国出身のプログレッシブ・ロック・バンド。

### もうひとつのエイジア

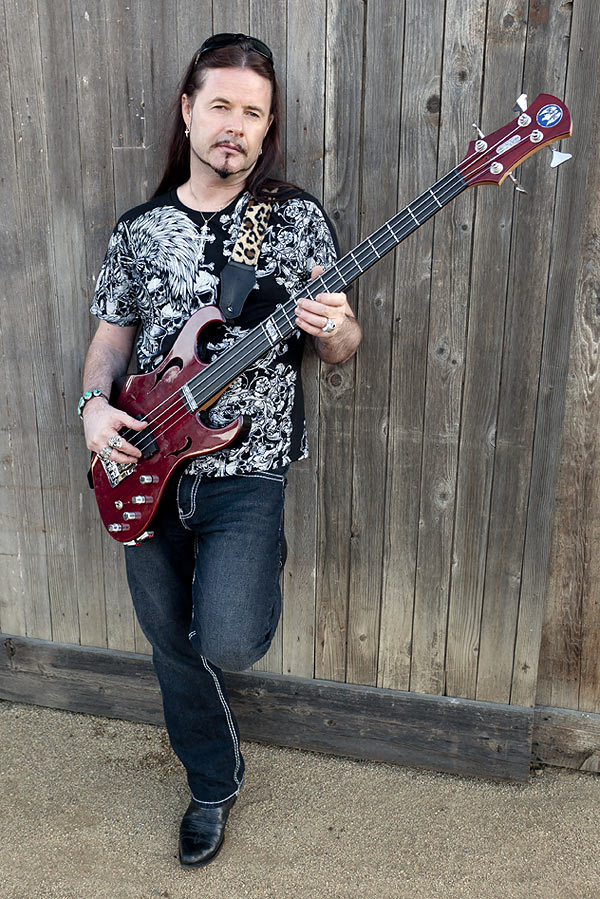
創設者ジョン・ペイン（B）2011年

1989年、ジョン・ウェットンが脱退したエイジアはジェフ・ダウンズの主導体制になり、後任としてジョン・ペインを迎えての編成で活動していた。しかし2006年、ダウンズはオリジナル・ラインナップのバンド再興を企図。ペイン、ガスリー・ゴーヴァン、ジェイ・シェレンら現行のメンバーは解消され、離脱を余儀なくされてしまった。
その後3人は、日本のキーボーディスト・奥本亮（スポックス・ビアード、元クリエイション）を加え、新ユニット「GPS (バンド名は3人のイニシャル)」を結成し、同年にアルバム『ウィンドウ・トウ・ザ・ソウル』を発表。エイジアの新作としてリリースするはずだったアルバム『Architect of Time』の楽曲を同アルバムに使用している。
2007年、ペインとゴーヴァンはプロモーションを兼ねて来日。その後エイジア・オリジナル・メンバーの合意を得て、「初期から現在までの全ての曲」を演奏するエイジアのトリビュートバンド「エイジア・フィーチャリング・ジョン・ペイン」を結成した。同年にライブ・アルバム『Extended Versions』（2012年、「Risen Sun」のタイトルで再発）を発表する。
2009年のツアーでは、ギタリストがミッチ・ペリー、キーボードがエリク・ノーランダーとなり、2012年にはギタリストがジェフレイ・コールマンに交代した。
2012年9月19日、ペイン在籍時のエイジアのアルバムのうち、アクア、天空のアリア、アリーナ、アーカイヴァ、アンソロジー、ライヴ・ライゼン・サンが、エイジア・フィーチャリング・ジョン・ペイン名義かつ紙ジャケットで再発売された。
2014年にカヴァー・アルバム『Recollections: A Tribute to British Prog』を発表。またノーランダーに替わり、「GPS」の同僚だった奥本亮（Ryo Okumoto）が加入。
2018年になり、ペインとノーランダーが中心となってデュークス・オブ・ジ・オリエント（Dukes of the Orient）という新しい名前で同名アルバムがリリースされた。

### メンバー（エイジア・フィーチャリング・ジョン・ペイン）
現ラインナップ
- ジョン・ペイン（John Payne） - ボーカル、ベース（2007年 - ）
- ジェフレイ・コールマン（Jeffrey Kollman） - ギター（2012年 - ）
- モニ・スカリア（Moni Scaria） - ギター（2012年 - ）
- ジョン・フェデヴィッチ（John Fedevich） - ドラムス（2017年 - ）
- ジェイミー・ホスマー（Jamie Hosmer） - キーボード（2017年 - ）

旧メンバー
- エリク・ノーランダー（Erik Norlander） - キーボード（2007年 - 2014年）
- ガスリー・ゴーヴァン（Guthrie Govan） - ギター（2007年 - 2009年）
- ミッチ・ペリー（Mitch Perry） - ギター（2009年 - 2011年）
- ブルース・ボウイレット（Bruce Bouillet） - ギター（2011年 - 2012年）
- ジェイ・シェレン（Jay Schellen） - ドラムス（2007年 - 2016年）
- 奥本亮（Ryo Okumoto） - キーボード（2014年 - 2017年）

### ディスコグラフィ（エイジア・フィーチャリング・ジョン・ペイン）
ライブ・アルバム
- Extended Versions / Scandinavia（2007年 / 2012年）

カヴァー・アルバム
- Recollections: A Tribute to British Prog（2014年）